# Nationalparks in Malawi
Nationalparks in Malawi
Die Nationalparks und Wildschutzgebiete sind nachfolgend von Nord nach Süd gelistet.
| Name                        | Größe     | Gründungsjahr | IUCN | Typ              |
| Northern Region             |           |               |      |                  |
| Nyika National Park         | 3.134 km² | 1965          | II   | Nationalpark     |
| Vwaza Marsh Game Reserve    | 986 km²   | 1977          | IV   | Wildschutzgebiet |
| Central Region              |           |               |      |                  |
| Kasungu National Park       | 2.316 km² | 1970          | II   | Nationalpark     |
| Nkhotakota Wildlife Reserve | 1802 km²  | 1954          | IV   | Wildschutzgebiet |
| Southern Region             |           |               |      |                  |
| Lake Malawi National Park   | 94 km²    | 1980          | II   | Nationalpark     |
| Liwonde National Park       | 538 km²   | 1973          | II   | Nationalpark     |
| Majete Wildlife Reserve     | 691 km²   | 1955          | IV   | Wildschutzgebiet |
| Lengwe National Park        | 887 km²   | 1970          | II   | Nationalpark     |
| Mwabvi Wildlife Reserve     | 350 km²   | 1953          | IV   | Wildschutzgebiet |

 Quellen: 
Zu beachten ist, dass der Nyika National Park als länderübergreifender Park eigentlich eine Größe von 3.214 km² besitzt. 3.134 km² davon liegen auf malawischer Seite und 80 km² sind auf der Seite von Sambia zu finden.